# Коріан
Штучний камінь Коріан — твердий матеріал для робочих поверхонь, який був винайдений фірмою DuPont в середині 1960-х років.
Використовується для оздоблення ванних кімнат і кухонь, підвіконь, стін, меблів та освітлювальної арматури. Широко застосовується в житловому сегменті ринку, в медичних установах, готелях, ресторанах швидкого обслуговування, магазинах, банках, і салонах краси.
Непористий матеріал, стійкий до плям і бактерій, міцний і довговічний.